# Chelan Butte Lookout
Le Chelan Butte Lookout est une tour de guet du comté de Chelan, dans l'État de Washington, dans le nord-ouest des États-Unis. Érigée en 1938 au sommet de la Chelan Butte, dans les monts Chelan, cette tour a été déplacée en 1995 jusqu'au Columbia Breaks Fire Interpretive Center, au nord d'Entiat. Elle est inscrite au Registre national des lieux historiques depuis le 27 décembre 1990.